# And I Love You So (piosenka)
And I Love You So – piosenka napisana przez Dona McLeana, która znalazła się na jego debiutanckim albumie Tapestry z roku 1970.

## Inne wersje
W 1973 roku nagranie Perry’ego Como stało się przebojem, docierając do miejsca 3. brytyjskiego zestawienia singli. Cover otwierał jego eponimiczną płytę długogrającą And I Love You So.
Elvis Presley nagrał „And I Love You So” 11 marca 1975 roku, w RCA studio C, i w Hollywood w Kalifornii. Piosenka znalazła się na albumie Today. Presley wykonywał ją na żywo od 1975 r.
Piosenkę nagrali też Harry Connick Jr., Sergio Franchi, Rick Astley, Shirley Bassey, Glen Campbell, Bobby Goldsboro, Tom T. Hall, Emmylou Harris, Engelbert Humperdinck, Howard Keel, Johnny Mathis, Nana Mouskouri, Jim Nabors, Helen Reddy i Bobby Vinton.